# Andilly, Meurthe-et-Moselle
Andilly là một xã trong vùng Grand Est, thuộc tỉnh Meurthe-et-Moselle, quận Toul, tổng Domèvre-en-Haye. Tọa độ địa lý của xã là 48° 45' vĩ độ bắc, 05° 52' kinh độ đông. Andilly nằm trên độ cao trung bình là 220 mét trên mực nước biển, có điểm thấp nhất là 213 mét và điểm cao nhất là 254 mét. Xã có diện tích 7,12 km², dân số vào thời điểm 1999 là 218 người; mật độ dân số là 30 người/km².

## Thông tin nhân khẩu
| 1962 | 1968 | 1975 | 1982 | 1990 | 1999 |
| ---- | ---- | ---- | ---- | ---- | ---- |
| 205  | 202  | 155  | 190  | 205  | 218  |